# Javier Torres Gómez
Javier Torres Gómez (Madrid, 9 de gener, de 1970) és un exfutbolista madrileny, que jugava com a defensa. Va desenvolupar la major part de la seva carrera al Reial Valladolid. És el pare de David Torres Ortiz, també futbolista del Reial Valladolid.

## Trajectòria
Va sorgir del planter del Reial Madrid. El 1989 arriba al filial, de Segona Divisió. Sense arribar a debutar amb el primer equip, la temporada 93/94 marxa al Reial Valladolid. Eixe any, tan sols disputa un parell de partits per les lesions.
A partir de la temporada següent, es converteix en un fix de la defensa castellana. Serà titular pràcticament a les 12 campanyes que juga amb el Valladolid, onze d'elles a Primera, fins a la seua retirada el 2005. Només a la 97/98 la seua aportació va minvar, jugant 13 partits.
En total, suma 303 partits a primera divisió, així com 3 gols. És el segon jugador que més vegades ha vestit la samarreta val·lisoletana a la història, darrere de Minguela.
Després de penjar les botes, ha seguit realitzant funcions tècniques en el si del conjunt castellanolleonès, com ara coordinador de les categories inferiors del Real Valladolid.